# Оверслот, Мария
Мария Петронелла Оверслот (нидерл. Maria Petronella Oversloot, 22 мая 1914 — 7 января 2009) — нидерландская пловчиха, призёр Олимпийских игр и чемпионата Европы.

## Биография
Родилась в 1914 году в Роттердаме. В 1932 году была запасной на Олимпийских играх в Лос-Анджелесе, однако когда перед финалом эстафеты 4×100 м вольным стилем Мария Браун неожиданно заболела — вышла вместо неё и стала обладательницей серебряной медали; также участвовала в состязаниях на дистанциях 400 м вольным стилем и 100 м на спине.
В 1933 году побила национальный рекорд на дистанции 100 м на спине. В 1934 году стала чемпионкой Нидерландов и завоевала бронзовую медаль чемпионата Европы.